# Michele Ferrero
Michele Eugenio Ferrero, född 26 april 1925 i Dogliani i Piemonte, död 14 februari 2015 i Monte Carlo, var en italiensk företagare.
Michele Ferrero var son till Pietro Ferrero (1898–1949), som 1946 grundade en liten choklad- och konfektyrverksamhet i Alba i Piemonte i Italien, och Piera Cillario. Han tog över det lilla lokala familjeföretaget 1949 och byggde upp det till företaget Ferrero SpA, ett av världens största choklad- och konfektyrföretag, fortfarande familjeägt. Den avgörande framgången var att blanda något olivolja till den traditionella gianduja-hasselnötpastan och saluföra denna över hela världen under varumärket Nutella.
Han blev därmed Italiens rikaste person med en personlig förmögenhet på närmare 24 miljarder dollar. I februari 2015 listade Bloomberg Billionaires Index honom som den 31:a rikaste personen i världen.
Michele Ferrero var en aktivt utövande katolik och gjorde varje år en pilgrimsfärd till Lourdes.  Han var gift med Maria Franca Fissolo och hade sönerna Giovanni (född 1964) och Pietro Jr, (1963–2011). Han lämnade driften av företaget 1997 till de båda sönerna.

## Utmärkelser
Asteroiden 8454 Micheleferrero är uppkallad efter honom.